# Risbergssjön, Hälsingland
Risbergssjön är en sjö i Ljusdals kommun i Hälsingland och ingår i Ljusnans huvudavrinningsområde. Sjön har en area på 0,315 kvadratkilometer och ligger 342 meter över havet. Sjön avvattnas av vattendraget Dysån.

## Delavrinningsområde
Risbergssjön ingår i det delavrinningsområde (688626-150874) som SMHI kallar för Ovan Kumsjöån. Medelhöjden är 368 meter över havet och ytan är 23,6 kvadratkilometer. Det finns inga avrinningsområden uppströms utan avrinningsområdet är högsta punkten. Dysån som avvattnar avrinningsområdet har biflödesordning 3, vilket innebär att vattnet flödar genom totalt 3 vattendrag innan det når havet efter 160 kilometer. Avrinningsområdet består mestadels av skog (82 procent). Avrinningsområdet har 0,39 kvadratkilometer vattenytor vilket ger det en sjöprocent på 1,7 procent.